# Smeryngolaphria taperignae
Smeryngolaphria taperignae är en tvåvingeart som beskrevs av Artigas, Papavero och Therezinha Pimentel 1988. Smeryngolaphria taperignae ingår i släktet Smeryngolaphria och familjen rovflugor. Inga underarter finns listade i Catalogue of Life.